# Túmulo

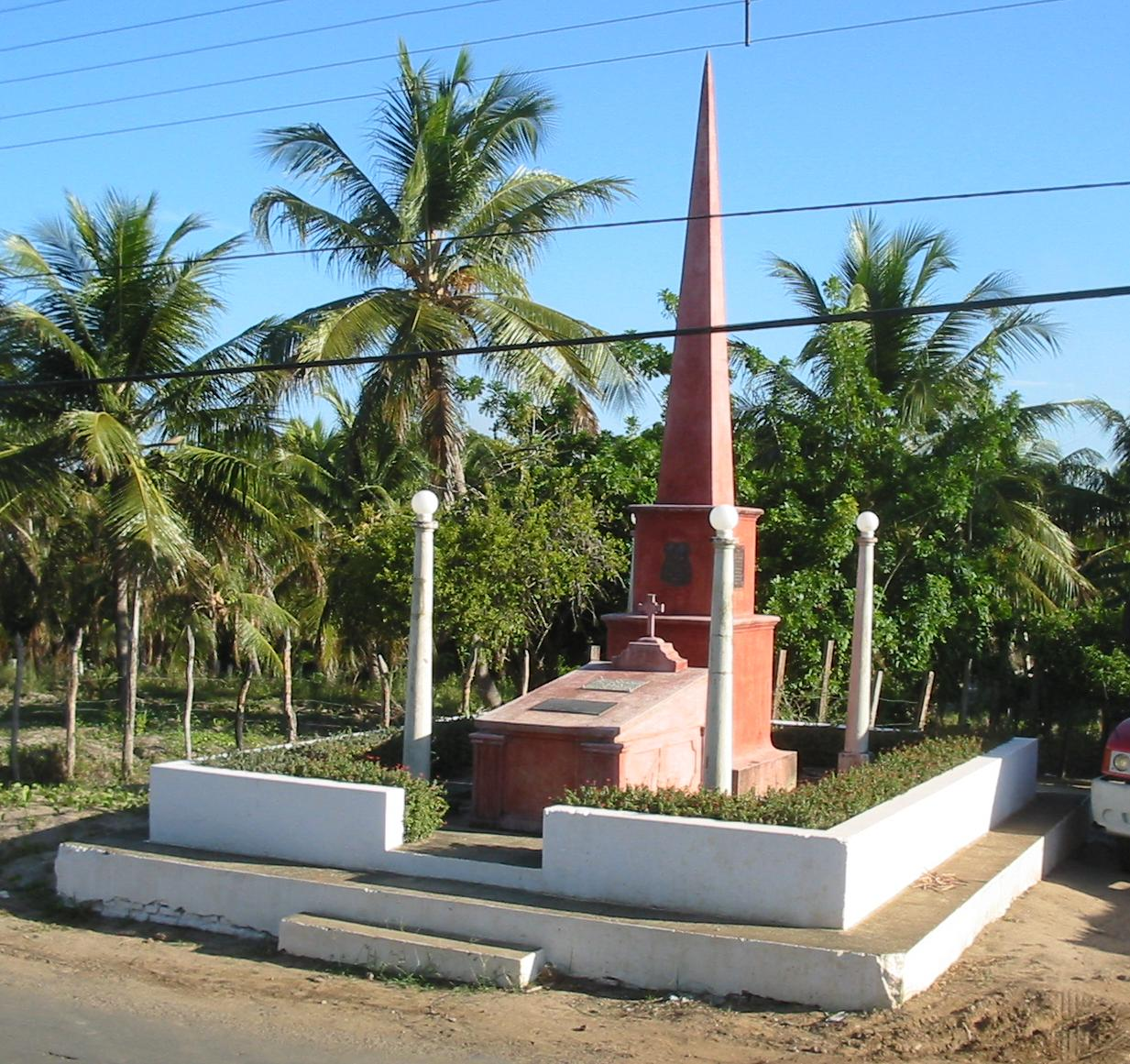
O túmulo de Nísia Floresta.

Um túmulo, jazigo ou sepultura, é o lugar onde as pessoas são colocadas quando morrem, e por extensão, a qualquer forma de monumento erguido logo acima da terra.
Os túmulos variam de tamanho e forma e podem servir como uma homenagem póstuma para que a pessoa que se foi possa ser sempre lembrada. Túmulos de personalidades muitas vezes servem como locais de peregrinação para fãs ou curiosos.
Uma tumba é uma pequena construção (ou "câmara") para os restos dos mortos, com paredes, um teto e (se não for usado por mais de um cadáver) uma porta. Pode ser parcialmente ou inteiramente no subsolo (exceto por sua entrada) em um cemitério, ou pode ser dentro da propriedade de uma igreja ou em sua cripta. Tumbas únicas podem ser permanentemente vedadas; aquelas para famílias (ou outros grupos) têm portas de acesso para quando for necessário.
Em termos etimológicos, "túmulo", originalmente, referia-se a uma elevação de terreno, um outeiro. Posteriormente, ganhou também o sentido de sepultura.